# Beat It
„Beat It“ je pesma američkog izvođača Majkla Džeksona. Napisao ju je Džekson dok ju je producirao zajedno sa Kvinsijem Džonsom za svoj šesti studijski album, „Thriller“ (1982). Džons je želeo uključiti jednu rok pesmu na konačnom spisku za album iako Džekson ranije nije pokazivao nikakvo interesovanje za taj žanr. Tekst pesme se bavi temama kao što su hrabrost i poraz. Neki izvori tvrde da su stihovi zasnovani na maltretiranju koje je vršio pevačev otac prema svojim sinovima dok su bili članovi grupe Džekson 5. Pesma je prepoznatljiva po gitara nastupu vodećeg gitariste benda Van Hejlen, Edija Van Hejlena.
Nakon uspešnih plasmana na top-listama singlova „The Girl Is Mine“ i „Billie Jean“, „Beat It“ je izdata 14.februara 1983. kao albumov treći singl. Pesma je promovisana kratkim filmom u kom Džekson spaja dve zaraćene bande plesanjem. Zauzimala je prvo mesto u Sjedinjenim Američkim Državama na listi „Bilbord hot 100“ tri nedelje. Navođena kao jedna od najuspešnijih, najprepoznatljivijih, najgrađivanijih i najproslavljenijih pesama u istoriji pop muzike, sertifikovana je platinastim tiražom 1989.
Uvršten u „Kuću slavnih producenata muzičkih spotova“ i nagrađen sa po dve Gremi i Američke muzičke nagrade, „Beat It“ je bila komercijalno uspešna. Singl je sa svojim spotom doprineo da „Thriller“ postane najprodavaniji album svih vremena. Pesma je zauzela 344. mesto na listi „500 najvećih pesama svih vremena“ magazina „Roling stoun“. Godinama kasnije od svog izdanja, „Beat It“ je preradio veliki broj izvođača među kojim su Ferdži, „Otkačeni Al“ Jankovik, Fol aut boj i Eminem. Pesma je poslužila američkoj Nacionalnoj komisiji za bezbednost na putevima kao propagandni materijal u njihovoj kampanji odvikavanja vozača od alkohola.

## Muzika i produkcija
Majkl Džekson je napisao „Beat It“ za svoj šesti studijski album, „Thriller“. Producent Kvinsi Džons je želeo uključiti jednu rok pesmu na konačnom spisku za pomenuti album iako Džekson ranije nije pokazivao nikakvo interesovanje za taj žanr. Nakon odslušanih prvih snimljenih vokala, Džons je izjavio da je to bilo tačno ono što je tražio. Rok gitarista Edi Van Hejlen, vodeći gitarista hard rok benda Van Hejlen, dobio je ponudu da učestvuje u ovom projektu.
Kada je prvobitno kontaktiran od strane Džonsa, Van Hejlenu se učinilo da je primio poziv u kom ga neko ismejava. Shvativši da se ne radi ni o kakvoj šali, Van Hejlen je kasnije snimio svoj deo sa gitarom besplatno: „Uradio sam to kao uslugu.“, da bi kasnije dodao: „Prema rečima ostalih članova benda, našeg menadžera i svih drugih, bio sam čista budala. Ja nisam bio iskorišćen. Znao sam šta sam radio, ne radim nešto ako to ne želim.“ Van Hejlen je snimio svoj doprinos po dolasku Džonsa i Džeksona u njegovu kuću sa nedovršenom verzijom pesme. Kasnije, drugi gitarista, Stivi Luketr je prema instrukcijama Džonsa dodao i sredio neke elemente zvuka gitare. Pesma je bila jedna od poslednje četiri završene za album, ostale su bile „Human Nature“, „P.Y.T. (Pretty Young Thing)“. i „The Lady in My Life“.
Na snimku, malo pre početka Van Hejlenovog nastupa, može se čuti zvuk kao da neko kuca na vrata. U javnosti se govorilo da se radi o nekoj osobi koja je ušla studio. Druga priča je tvrdila da je zvuk prosto Van Hejlenovo kucanje na gitari. Stihovi pesme su o porazu i hrabrosti i opisivani su kao „tužan komentar čovekove prirode“. Stih „ne budi mačo muškarac“ je navođen u medijima kao izraz Džeksonovog protivljenja nasilju, kao i podsećanje na zlostavljanje koje je trpio od strane svog oca Džozefa u detinjstvu. Pesma je odsvirana u es-molu sa umereno brzim tempom od 132 otkucaja u minutu. U pesmi Džeksonov vokalni doseg se kreće između B3 i D5.

## Izdanje i prijem
„Beat It“ je izdata 14. februara 1983. nakon uspešnih nastupa singlova „The Girl Is Mine“ i „Billie Jean“ na top-listama. Frank Dileo, potpredsednik Epik rekordsa, ubedio je Džeksona da izda „Beat It“ u trenutku kada je „Billie Jean“ bila broj jedan singl u Sjedinjenim Državama. Dileo, koji će kasnije postati pevačev menadžer, predvideo je da će oba singla biti među deset najprodavanijih istovremeno. „Billie Jean“ je bila na vrhu liste „Bilbord hot 100“ sedam uzastopnih nedelja pre nego što je svrgnuta od strane singla „Come On Eileen“ na nedelju dana. Odmah zatim, Džekson se vratio na lidersku poziciju singlom „Beat It“.
„Billie Jean“ i „Beat It“ su bile među pet najboljih istovremeno što je retko dostignuće jednog izvođača. Singl je ostao na vrhu lestvice „Bilbord hot 100“ ukupno tri nedelje. Pesma je takođe zauzimala prvo mesto na listi američkih ritam i bluz singlova i četrnaesto mesto na „Bilbordovoj“ listi takozvanih vrhunskih pesama. „“ je bila na čelu u Španiji i Holandiji, na trećem mestu u Ujedinjenom Kraljevstvu, među dvadeset najboljih u Austriji, Norveškoj, Italiji, Švedskoj i Švajcarskoj, na 31. poziciji u Danskoj i 47. u Francuskoj.
„Roling stoun“ magazin, odnosno Kristofer Koneli, opisao je „Beat It“ najboljom pesmom na albumu hvaleći saradnju između Džeksona i Van Hejlena. Stefen Tomas Erlvajn je smatra „žestokom i plašljivom“. Robert Hristgo je izjavio da je pesma „i trijumf i triler“. „Slent“ magazin je izrazio oduševljenje gitara nastupom Van Hejlena na ovoj ritam i bluz ploči. „Beat It“ je takođe pohvaljena od strane Džeksonovog biografa Rendi Dž. Taraborelija.
„Beat It“ je priznata sa nekoliko nagrada. Na dodeli Gremija 1984, pesma je donela pevaču dve od ukupno osam nagrada koje je dobio te noći: za „Ploču godine“ i za „Najbolji vokalni rok nastup“. Pesma je osvojila Bilbordovu muzičku nagradu za „Omiljenu dens-disko ploču“ 1983. Singl je sertifikovan zlatnim tiražom, par meseci od svog izlaska, za prodaju od najmanje milion kopija. Godine 1989, standardni format singla je sertifikovan platinastim tiražom u Americi jer je tada platinasti tiraž odgovarao prodaji od milion kopija. Ukupan broj digitalni preuzimanja u Sjedinjenim Državama do septembra 2010, bio je milion i šestočetrdesetidevet hiljada.

## Spot
Kratki film pesme „Beat It“ je režirao Bob Điraldi. Za koreografiju koja je pomogla Džeksonu da postane međunarodna pop ikona zadužen je bio Majkl Piters. Film je bio prvi Džeksonov koji se bavi crnačkom omladinom i ulicom. Oba spota, i „Beat It“ i „Thriller“ su istaknuti zbog svojih koreografija, plesača i Džeksonovog stila oblačenja. Video prikazuje oko osamdeset pravih članova bandi koji su bili uključeni zbog namere da produkcija bude što autentičnija i osamnaest profesionalnih plesača. Inspirisan mjuziklom sa Brodveja, „West Side Story“, spot je koštao Džeksona 150 hiljada američkih dolara nakon što je Si-Bi-Es odbio da ga finansira. Koreografija sa spota i produkcija su otvorile mnoge mogućnosti za zaposlenje plesača u Sjedinjenim Državama.
Spot počinje kadrom u restoranu brze hrane gde cirkuliše priča među članovima jedne bande o njihovoj zakazanoj tuči sa drugom bandom. Ista cirkulacija se ponavlja u bilijar klubu gde se nalazi njihov rival. Kamera zatim prikazuje kako dogovorene bande stižu na zakazano mesto provlačeći se kroz kanalizaciju i putujući građevinskim vozilima. Scena prelazi kod Džeksona koji ležeći na krevetu razmišlja o besmislenosti nasilja. Pevač ostavlja sobu čuvši metež koji su posvađane grupe izazvale. U crvenoj kožnoj jakni, Džekson pleše u restoranu i u klubu da bi se zatim uputio ka odredištu. Stižući na mesto gde su se bande srele, Džekson nailazi na dvojicu vođa bandi kako se obračunavaju noževima i odmah ih prekida plešući između njih. Spot završava pridruživanjem celokupne prisutne mase Džeksonu u plesanju da bi se svi složili da nasilje nije rešenje njihovih problema.
Spot je priznat velikim brojem nagrada. Američke muzičke nagrade su imenovale kratki film omiljenim pop-rok spotom i omiljenim soul spotom. Crnačke zlatne nagrade su odlikovale Džeksona priznanjem za najbolji nastup. Bilbord video nagrade priznaju spot sa sedam nagrada i to za: sveukupno najbolji klip, najbolji nastup muškog izvođača, najbolju upotrebu spota za promovisanje pesme, najbolju upotreba spota za promociju izvođača, najbolju koreografiju, sveukupno najbolji spot i najbolji dens-disko format. Kratki film je postavljen od strane „Roling stouna“ na čelne pozicije njegovih anketa u kom su posebno glasali kritičari i čitaoci. Spot je kasnije uvršten u „Kuću slavnih producenata muzičkih spotova“.

## Izvođenja uživo
Jula 4. 1984, Džekson je izveo „Beat It“ uživo sa svojom braćom u toku „Victory“ turneje. Braći se tada pridružio Edi Van Hejlen da bi izveo svoj deo. Pesma je postala jedna od najprepoznatljivijih Džeksonovih; pevač ju je izvodio na svim svojim svetskim turnejama. Nastup izveden 1. oktobra 1992. se našao na DVD disku albuma „Michael Jackson: The Ultimate Collection“ da bi kasnije sam DVD bio posebno objavljen. Džekson je izveo pesmu i tokom proslave trideset godina svoje solo karijere u Medison Skver Gardenu. Tada je Van Hejlenov deo izveo Sleš.
Jedna od glavnih odlika Džeksonovih solo izvođenja pesme je da u njima koristi dizalicu koja bi ga prevozila iznad publike. „Beat It“ je zajedno sa „Wanna Be Startin' Somethin'“ i „Billie Jean“ jedina pesma koju je pevač izvodio na svim svetskim solo turnejama. Pesma je bila izabrana da se izvodi na pevačevoj povratničkoj turneji 2009. koja je otkazana usled Džeksonove iznenadne smrti. Probe u kojim je pevač uvežbavao ovu kao i sve ostale pesme, mogu se pogledati u filmu „Michael Jackson's This Is It“.

## Nasledstvo
„Beat It“ se navodi kao jedna od najuspešnijih, najprepoznatljivijih, najnagrađivanijih i najproslavljenijih pesama u istoriji pop muzike; istovremeno i pesma i spot su imali veliki uticaj na pop kulturu. Pesma se ističe kao „pionir“ u crnačkoj rok muzici. Edi Van Hejlen je pohvaljen za izvođenje „najvećeg solo gitara nastupa“ pomažući singlu da postane jedan od najprodavanijih svih vremena.
Kratko nakon svog izdanja, „Beat It“ je upotrebljena kao propagandni materijal Nacionalne komisije za bezbednost na putevima u kampanji „Piće i vožnja mogu ubiti prijateljstvo“. Pesma se takođe našla na odgovarajućem albumu. Džekson je primio nagradu od predsednika Ronalda Regana u Beloj kući kao priznanje podrške kampanji. Regan je izjavio da je Džekson dokaz šta sve osoba može postići kroz životni stil bez alkohola i zloupotrebe lekova: „Mladi i stari to poštuju. I ako Amerikanci prate ovaj primer, onda ćemo moći da se suočimo sa problemom pića i vožnja.“
Često svrstana na mnogim anketnim top-listama, „Beat It“ je rangirana kao četvrta omiljena pesma na svetu u anketi koju je vršio Soni Erikson 2005. godine. Preko 700 hiljada ljudi iz 60 različitih zemalja je glasalo. Glasači iz Ujedinjenog Kraljevstva su postavili „Billie Jean“ na prvo mesto ispred pesme „Thriller“ i još pet drugih Džeksonovih pesama koje su ušle među deset najboljih. „Roling stoun“ magazin je postavio „Beat It“ na 337. mesto svoje liste „500 najvećih pesama svih vremena“. Pesma se može čuti u filmovima „Povratak u budućnost 2“ i „Zulender“. Kada je ponovo izdata, kao deo „Visionary: The Video Singles“ kampanje 2006, „Beat It“ je zauzela 15. mesto u Ujedinjenom Kraljevstvu.

## Prerade
Jedan od prvih koji je preradio pesmu jeste „Otkačeni Al“ Jankovik. On je svoju parodiju nazvao „Eat It“ i izdao je 1984. Jankovik je snimio pesmu uz Džeksonovu dozvolu: „Jedini razlog zbog kojeg mi je dozvolio je taj što ima smisao za humor.“ Kasnije je dodao: „Zadivljujuće je naići na nekog tako popularnog, talentovanog i moćnog a da može podneti šalu. Naravno, danas postoji mnogo velikih zvezda na sceni pop kulture, ali ljudi kao što su Majkl Džekson ne pojavljuju se tako često.“ Pesma je osvojila Gremi nagradu za „Najbolju komičnu ploču“ i sertifikovana je zlatnim tiražom 1989. Spot pesme liči originalnom gde Jankovik imitira Džeksona kako ponašanjem tako i načinom odevanja.
Remiks pesme „2 Bad“ koji se nalazi na Džeksonovom „Blood on the Dance Floor: HIStory in the Mix“ albumu sadrži elemente „Beat It“. Alvin i veverice su izvele pesmu u toku jedne od svojih epizoda. Hevi metal bend Metalika je izvodio pesmu u par navrata. Godine 2004, Uve Šmit je izdao svoju latino verziju pesme. Italijanski metal bend Rejntajm je preradio „Beat It“ za svoj album „Flies & Lies“ iz 2007. Američki rok bend Fol aut boj je u saradnji sa Džonom Majerom objavio svoju verziju „Beat It“ u martu 2008.

## Sadržaj
- 12" maksi singl (Epik TA 3258)

1. „“ - 4:11
2. „“ - 3:38
3. „“ - 4:22

- 7" singl (Epik A 3184 02)

1. „“ - 4:11
2. „“ - 4:44

- Dvostruki disk singl (Epik 82876 72518 2 / EAN 0828767251820)

1. „“ - 4:18
2. „“ - 6:11

- „“ singl

CD
DVD
1. „“ (spot)

## Osoblje
- Tekstopisac, aranžer i kompozitor: Majkl Džekson
- Producenti: Majkl Džekson i Kvinsi Džons
- Vodeći i prateći vokali: Majkl Džekson
- Solo gitara: Edi Van Hejlen
- Gitara: Pol Džekson Junior
- Bas gitara i gitara: Stiv Luketr
- Udaraljke: Džef Porkaro
- Klavijature: Bil Vulfer
- Sinklavir: Tom Beler
- Sintesajzer: Greg Filingejns
- Sintesajzer i programer sintesajzera: Stiv Porkaro
- Vokalni aranžer: Majkl Džekson
- Aranžeri ritma: Majkl Džekson i Kvinsi Džons

## Plasmani na top-listama i sertifikacije
| Top-lista (1983)                                               | Najviša pozicija |
| -------------------------------------------------------------- | ---------------- |
| Australija                                                     | 2                |
| Austrija                                                       | 6                |
| Flandrija, Belgija                                             | 1                |
| Kanada                                                         | 1                |
| Nemačka                                                        | 2                |
| Republika Irska                                                | 2                |
| Italija                                                        | 21               |
| Holandija (Top 40)                                             | 1                |
| Holandija (Top 100)                                            | 1                |
| Novi Zeland                                                    | 1                |
| Norveška                                                       | 8                |
| Južnoafrička Republika                                         | 8                |
| Švedska                                                        | 19               |
| Švajcarska                                                     | 2                |
| Ujedinjeno Kraljevstvo                                         | 3                |
| Sjedinjene Države (Bilbord hot 100                             | 1                |
| Sjedinjene Države (Bilbordovi ritam i bluz i hip-hop singlovi) | 1                |
| Sjedinjene Države (Bilbordovi rok singlovi)                    | 14               |

| Zemlja                 | Tiraž                                                    | Prodaja   |
| ---------------------- | -------------------------------------------------------- | --------- |
| Australija             | Platinasti                                               | 70,000    |
| Kanada                 | Platinasti                                               | 100,000   |
| Danska                 | Zlatni                                                   | 15,000    |
| Francuska              | Platinasti                                               | 1,180,000 |
| Novi Zeland            | Zlatni                                                   | 7,500     |
| Ujedinjeno Kraljevstvo | Srebrni                                                  | 250,000   |
| Sjedinjene Države      | Platinasti (fizičko izdanje) i zlatni (mobilna melodija) | 3,400,000 |
| Ukupno                 |                                                          | 5,022,500 |

| Top-lista (2006)                                    | Najviša pozicija |
| --------------------------------------------------- | ---------------- |
| Francuska                                           | 47               |
| Italija                                             | 12               |
| Holandija (Top 100)                                 | 27               |
| Španija                                             | 1                |
| Ujedinjeno Kraljevstvo                              | 15               |
| Top-lista (2008)                                    | Najviša pozicija |
| Danska                                              | 31               |
| Norveška                                            | 11               |
| Top-lista (2009)                                    | Najviša pozicijs |
| Australija                                          | 17               |
| Danska                                              | 16               |
| Bilbordovi evropski singlovi                        | 17               |
| Finska                                              | 12               |
| Francuska                                           | 4                |
| Italija                                             | 12               |
| Holandija (Top 100)                                 | 7                |
| Novi Zeland                                         | 24               |
| Španija                                             | 15               |
| Švedska                                             | 37               |
| Švajcarska                                          | 5                |
| Turska                                              | 14               |
| Ujedinjeno Kraljevstvo (Top 40 digitalnih singlova) | 17               |
| Sjedinjene Države (Bilbordovi digitalni singlovi)   | 7                |
| Top-lista (2010)                                    | Najviša pozicija |
| Švedska                                             | 50               |
| Top-lista (2012)                                    | Najviša pozicija |
| Francuska                                           | 135              |
| Japan                                               | 96               |

## „2008“
Za album „Thriller 25“, član grupe Blek Ajd Pis, vil.aj.em je remiksovao „Beat It“. Nazvana „Beat It 2008“, pesma sadrži dodatne vokale drugog člana pomenute grupe, Ferdži. Nakon izlaska 2008, našla se na 26. mestu u Švajcarskoj, među prvih 50 u Švedskoj i na 65. poziciji u Austriji. Ovo je bila druga remiks verzija pesme zvanično objavljena. „Beat It 2008“ je generalno negativno ocenjena od strane muzičkih kritičara. Rob Šefild iz „Roling stouna“ je izjavio da je pesma bila „pretendent za najbesmislenije muzičko izdanje 2008.“ Bil Lemb je nazvao opisao novu verziju sramotnom. Tom Juing, „Pičfork“, ističe da je Ferdžijev nastup bio obično gubljenje vremena. Tod Gajlhrist je takođe bio negativnog mišljenja ali je bio zadovoljan što je remiks sačuvao gitara deo Edija Van Halena.

### Plasmani
| Zemlja (2008) | Najviša pozicija |
| ------------- | ---------------- |
| Austrija      | 65               |
| Švedska       | 21               |
| Švajcarska    | 26               |

| Zemlja (2009) | Najviša pozicija |
| ------------- | ---------------- |
| Austrija      | 14               |
| Švedska       | 8                |

### Osoblje remiksa
- Prvobitno napisana od strane Majkla Džeksona
- Prvobitni producenti: Majkl Džekson i Kvinsi Džons
- Remiks udaraljki: vil.aj.em
- Remiks klavijatura: vil.aj.em
- Inžinjeri remiksa: vil.aj.em i Kerin
- Producent remiksa: vil.aj.em
- Remiks snimljen u novembru 2007. godine

## Literatura
- Kent, David (2003). Australian Chart Book 1970–1992. ISBN 978-0-646-11917-5.

Bibliografija
- Austen, Jake (2005). TV-a-Go-Go. Chicago Review Press. ISBN 978-1-55652-572-8.
- Campbell, Lisa (1993). Michael Jackson: The King of Pop. Branden. ISBN 978-0-8283-1957-7.
- Campbell, Lisa (1995). Michael Jackson: The King of Pops Darkest Hour. Branden. ISBN 978-0-8283-2003-0.
- Dean, Maury (2003). Rock 'n' Roll Gold Rush. Algora Publishing. ISBN 978-0-87586-207-1.
- (2004).
- Halstead, Craig (2007). Michael Jackson: For the Record. Authors OnLine. ISBN 978-0-7552-0267-6.
- Taraborrelli, J. Randy (2004). The Magic and the Madness. Headline. ISBN 978-0-330-42005-1.
- Thriller 25: The Book (2008). Thriller 25: The Book. ML Publishing Group. ISBN 978-0-9768891-9-9.
- Whiteley, Sheila (2005). Too Much Too Young. Routledge. ISBN 978-0-415-31029-1.

## Spoljašne veze
- Michael Jackson - Beat It на веб-сајту

| Мајкл Џексон | Википројекат Мајкл ЏексонДео искључиво посвећен чланцима о Мајклу Џексону. |